# Limnophyes yakydeeus
Limnophyes yakydeeus är en tvåvingeart som beskrevs av Sasa och Suzuki 2000. Limnophyes yakydeeus ingår i släktet Limnophyes och familjen fjädermyggor. Inga underarter finns listade i Catalogue of Life.